# Luís Gonzaga Silva Pepeu
Luís Gonzaga Silva Pepeu OFM Cap. (ur. 18 lutego 1957 w Caruaru) – brazylijski duchowny katolicki, arcybiskup Vitória da Conquista w latach 2008–2019.

## Życiorys
Święcenia kapłańskie otrzymał 8 grudnia 1982 w zakonie Braci Mniejszych Kapucynów. Był m.in. mistrzem nowicjatu, wikariuszem prowincji oraz prowincjałem Północnej Brazylii, a także przewodniczącym Konferencji Brazylijskich Kapucynów i radcą prawnym w Prokuratorii Generalnej zakonu.

### Episkopat
13 czerwca 2001 został mianowany biskupem diecezji Afogados da Ingazeira. Sakry biskupiej udzielił mu 6 października 2001 bp Antônio Soares Costa.
11 czerwca 2008 papież Benedykt XVI mianował go arcybiskupem Vitória da Conquista.